# S. M. Stirling
Stephen Michael Stirling (n. 30 septembrie 1953, Metz, Franța) este un scriitor canadiano-american de literatură științifico-fantastică și de literatură fantastică care s-a născut în Franța. Este cel mai cunoscut pentru seriile sale Draka (sau The Domination); Nantucket sau The Lords of Creation de romane de istorie alternativă.

## Lucrări scrise

### Romane din seria "The Change"

#### SeriaNantucket
- Island in the Sea of Time
- Against the Tide of Years
- On the Oceans of Eternity

#### SeriaThe Emberverse
- Dies the Fire
- The Protector's War
- A Meeting at Corvallis
- The Sunrise Lands
- The Scourge of God
- The Sword of the Lady
- The High King of Montival
- The Tears of the Sun
- Lord of Mountains
- The Given Sacrifice
- The Golden Princess
- The Desert and the Blade
- Prince of Outcasts
- The Sea Peoples
- Sky Blue Wolves

### SeriaThe Lords of Creation
- The Sky People
- In the Courts of the Crimson Kings

### SeriaShadowspawn
- A Taint in the Blood
- The Council of Shadows
- Shadows of Falling Night

### SeriaThe Domination
- Marching Through Georgia
- Under the Yoke
- The Stone Dogs
- Drakon
- Drakas!

### SeriaThe Flight Engineer
- The Rising
- The Privateer
- The Independent Command

### SeriaTales from the Black Chamber
- Black Chamber (2018)

### Alte romane
- Seria T2
- Prince of Sparta
- Jimmy the Hand
- The Peshawar Lancers
- Conquistador

### Povestiri
- Shikari in Galveston
- "A Murder in Eddsford"
- "Something for Yew"
- "Ancient Ways"
- "Pronouncing Doom"
- "Hot Night at the Hopping Toad"
- "Pain and Suffering"
- "Swords of Zar-Tu-Kan"

## Legături externe
- Site web oficial
- S. M. Stirling la Internet Speculative Fiction Database
- Stirling, S M la The Encyclopedia of Science Fiction
- Interviu cu Peter Hodges
- Dragon Page Podcasts Interview with Stirling
- "S. M. Stirling's Strange World of Alternate History" by Fredric Smoler la Wayback Machine (archived 27 decembrie 2007)

## Vezi și
- Listă de scriitori de literatură științifico-fantastică
- 1953 în științifico-fantastic#Nașteri